# Autostrada A27

Streckenverlauf der A27

Die Autostrada A27 (italienisch für ‚Autobahn A27‘), auch Autostrada d’Alemagna genannt, ist eine italienische Autobahn im Norden des Landes. Sie liegt in der Region Venetien und führt von Mestre nach Belluno. Die Autobahn ist mautpflichtig. Betrieben wird sie von der italienischen Autobahngesellschaft Autostrade per l’Italia.

## Streckenverlauf
Die A27 beginnt östlich von Venedig, wo sie von der Tangenziale di Mestre abzweigt. Ursprünglich war auch der Autobahnzweig zum Flughafen Venedig Teil der A27. Dieser ist seit 2009 jedoch Bestandteil der A57.
Die Autobahn ist sechsspurig ausgebaut, vorbei an Mogliano Veneto erreicht sie den Knoten mit der A4 bei km 6,4. Weiter leicht nach Nordost erreicht sie die Provinzhauptstadt Treviso und Conegliano. Hier existiert eine Anbindung an die Autobahn A28. Sie wurde am 23. Oktober 2010 eröffnet.
Die Autobahn ist ab Conegliano nur noch vierspurig ausgebaut und führt weiter nach Norden nach Vittorio Veneto. Nördlich davon erreicht sie die Alpen und bei km 84,0 schließlich Ponte nelle Alpi. Von hier führen Straßen weiter nach Belluno, die Strada Statale 51 di Alemagna in das Cadore und nach Cortina d’Ampezzo, sowie die SP 251 ins Zoldotal.

## Bauwerke an der A27
Im Abschnitt zwischen Venedig und Vittorio Veneto gibt es, abgesehen von kleineren Brücken, die der Überquerung von Flüssen, wie z. B. dem Piave dienen, keinerlei Kunstbauwerke.
Der Abschnitt ab Vittorio Veneto bis zum Autobahnende liegt bereits in den Alpen. Daher waren zum Passieren der Strecke zahlreiche Tunnels und Brücken notwendig. Der längste Tunnel der Strecke ist der La Cave. Er hat in Fahrtrichtung Süd eine Länge von 3790 m, in Fahrtrichtung Nord 3153 m. Auch die beiden längsten Brücken, Fadalto, liegen in diesem Abschnitt. Sie erreichen eine Gesamtlänge von 3567 m (Richtung Süden) und 3485 m (Richtung Norden). Von den insgesamt 82,5 km liegen Richtung Venedig 8,5 km in Tunneln, Richtung Belluno sind es 7,1 km.

## Geschichte
Die Autobahn wurde 1978 bis Vittorio Veneto für den Verkehr freigegeben und band die Städte Conegliano, Treviso und Vittorio Veneto an das italienische Autobahnnetz an.
1995 folgte die Verlängerung bis nach Ponte nelle Alpi. Auf diesem Streckenabschnitt befinden sich mehrere Viadukte und Tunnels mit über 1000 m Länge.

## Ausbaupläne
Ursprünglich sollte die A27 über Cortina d’Ampezzo weiter nach Südtirol und dort über Toblach und Bruneck ins Tauferer Ahrntal führen. Ab dem Ahrntal gab es zwei angedachte Varianten: In der ersten Variante sollte die Inntal Autobahn über das Zillertal erreicht werden. Die zweite Variante sah eine Verbindung über Gerlos ins Brixental vor und von dort weiter Richtung Inntal. Mit beiden Varianten wäre eine neue Alpenquerung geschaffen worden und ein direkter Anschluss zwischen Venedig und München entstanden. Alternativ wurden auch ein Weiterbau nur bis nach Toblach oder eine Streckenführung über Osttirol vorgeschlagen.
Für eine Verlängerung der Alemagna treten insbesondere politische Vertreter aus dem Veneto ein. Gegen sämtliche genannten Ausbaupläne gab und gibt es heftigen Widerstand aus Süd-, Ost- und Nordtirol. Auch die österreichische Bundesregierung hat mehrfach ihre Ablehnung des Projekts bekundet, unter anderem mit Verweis auf die Alpenkonvention, die den Bau neuer alpenquerender Straßenverbindungen verbietet.

## Bilder

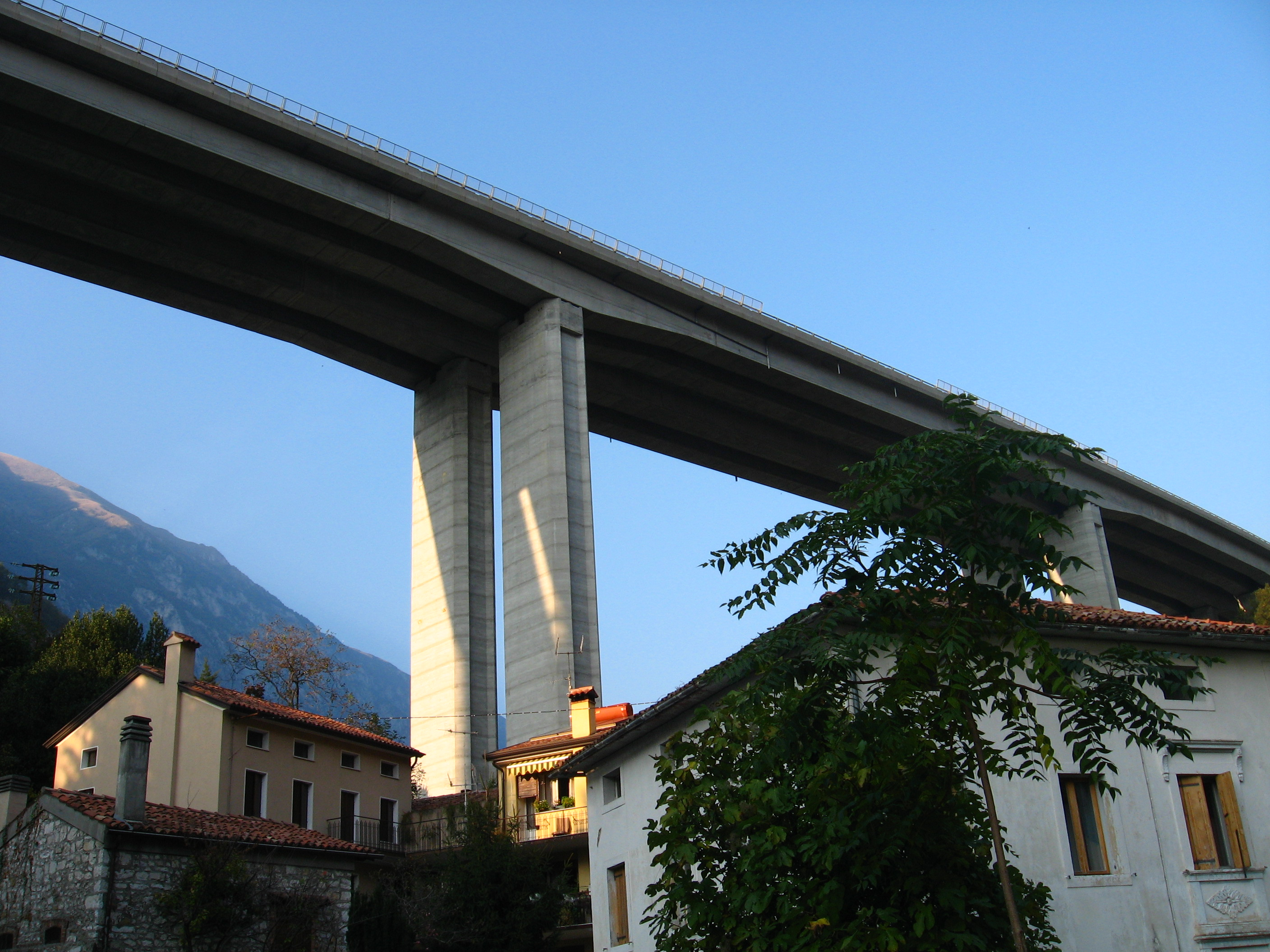
Brücke über das Val Lapisana nahe dem Lago di Santa Croce
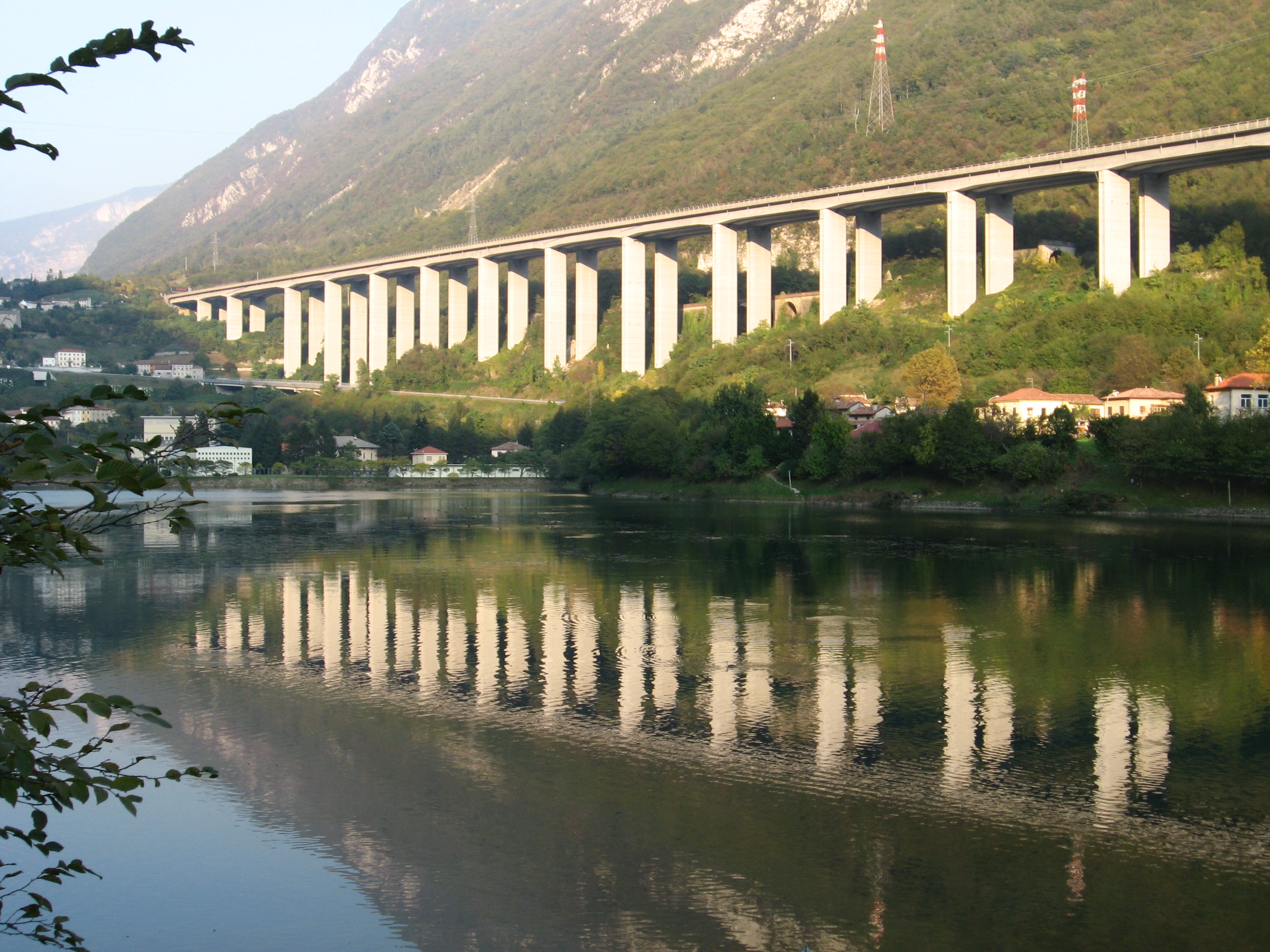
Die Autobahn am Lago del Restello
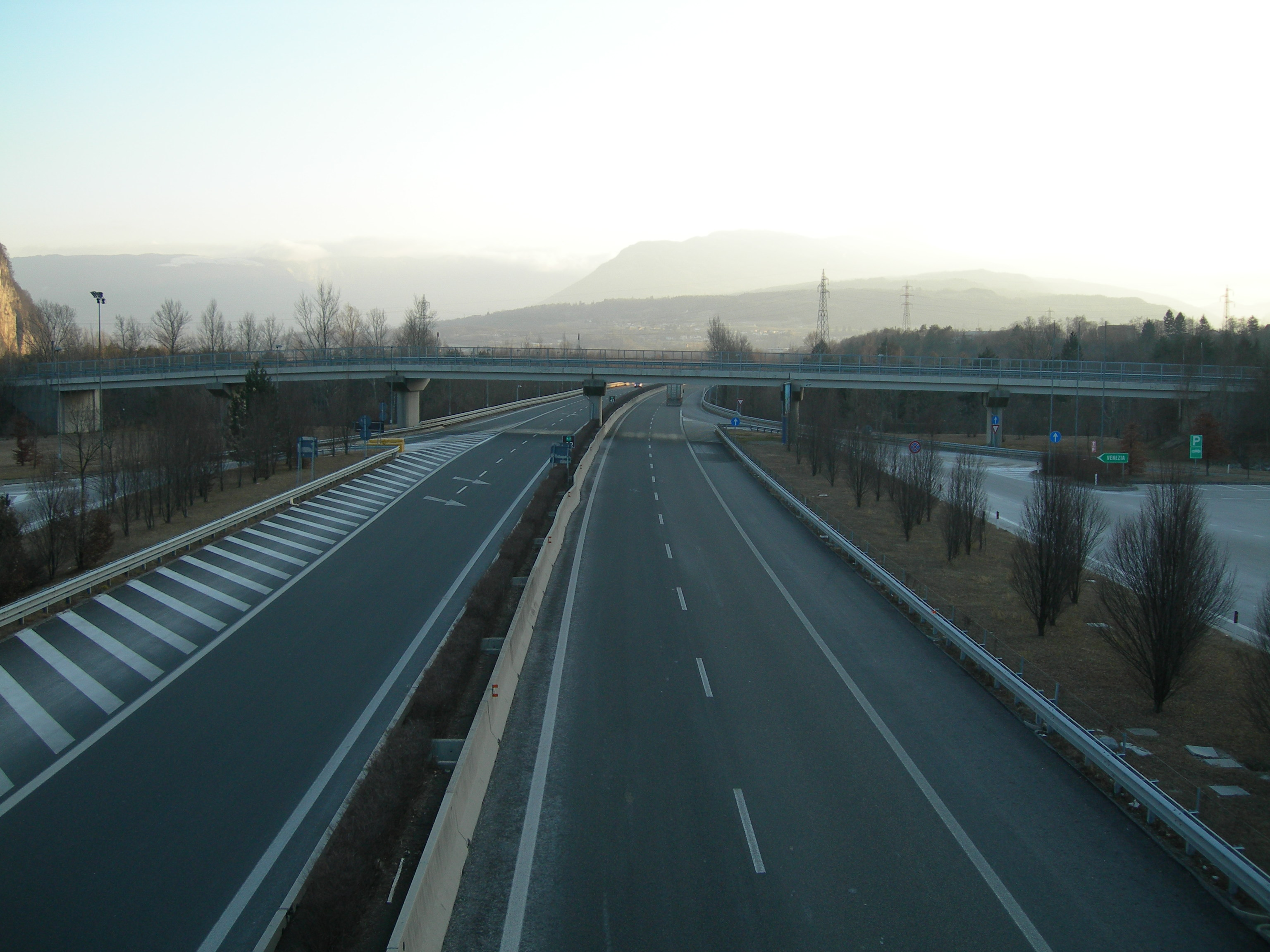
Am Autobahnende in Pian di Vedoia